# Helga Weyhe

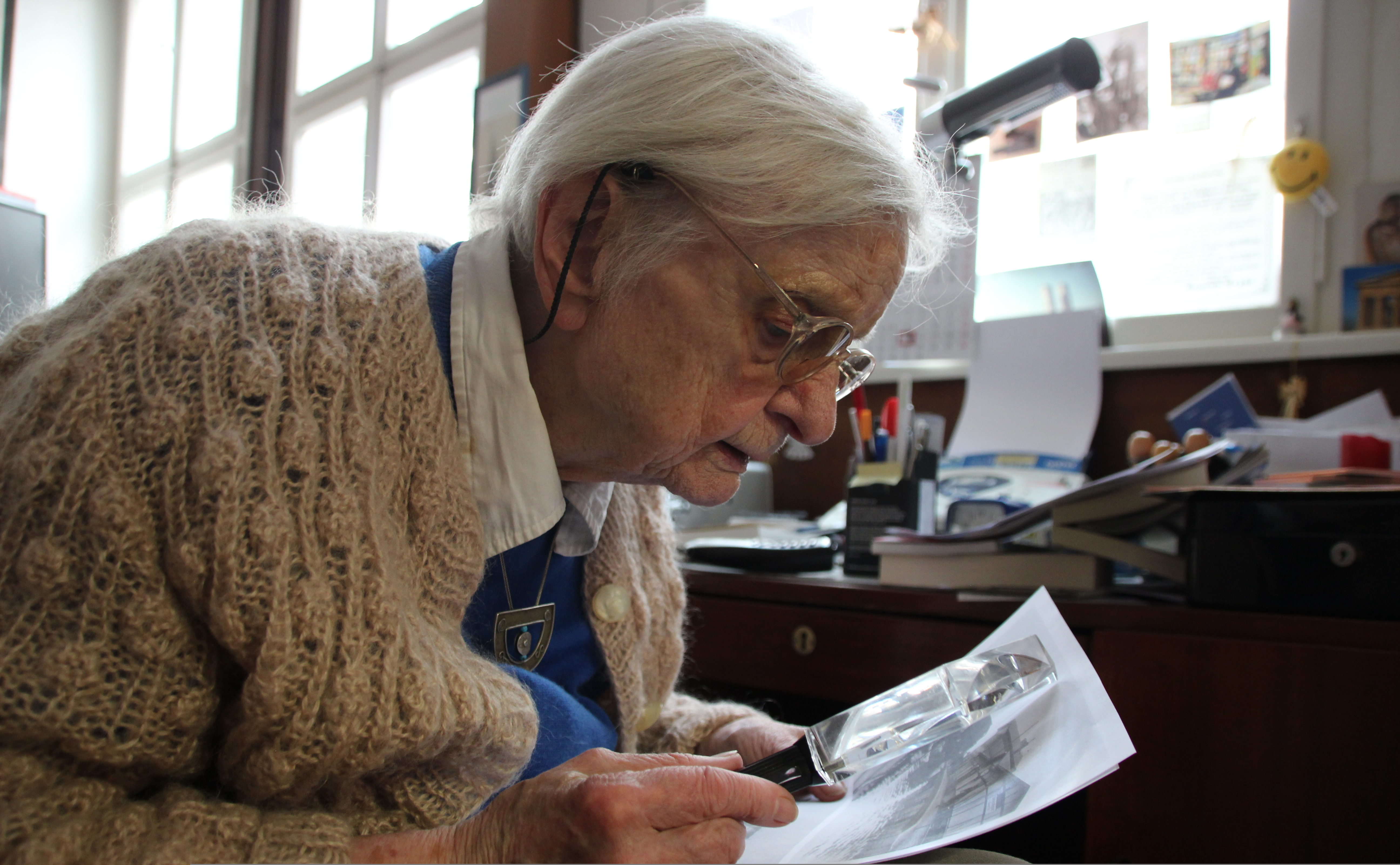
Helga Weyhe (2016)

Helga Weyhe (* 11. Dezember 1922 in Salzwedel; †  4. Januar 2021 ebenda) war eine deutsche Buchhändlerin. Sie führte von 1965 bis zu ihrem Tode die Buchhandlung H. Weyhe in Salzwedel und galt als die älteste aktive Buchhändlerin Deutschlands.

## Leben
Helga Weyhe wurde am 11. Dezember 1922 in ihrem Elternhaus, in dem sich auch die 1840 gegründete Buchhandlung befand, in der Altperverstraße 11 zu Salzwedel geboren. Nach dem Abitur am Salzwedeler Lyzeum 1941 wurde sie zum Reichsarbeitsdienst in Oberschlesien verpflichtet. Anschließend immatrikulierte sie sich an der Universität Breslau, begann ein Deutsch- und Geschichtsstudium und bildete sich an der Albertus-Universität Königsberg und in Wien fort. Ihre Studien konnte sie jedoch nicht beenden.
Nach Kriegsende stieg sie in das Geschäft ihres Vaters ein und war als Buchhändlerin zuerst in der Sowjetischen Besatzungszone und ab 1949 in der DDR tätig, wo sie im Jahr 1965 die Gewerbegenehmigung erhielt und den Buchladen übernahm. Ihr Großvater Heinrich Weyhe (* 1846) hatte den Buchladen kurz nach dem Ende des Deutsch-Französischen Krieges im Jahr 1871 gekauft und ihn dann an seinen Sohn, Walter Weyhe, weitergegeben. Ihre Ururgroßmutter war die Patentante der ebenfalls aus Salzwedel stammenden Jenny von Westphalen, der späteren Ehefrau von Karl Marx.
1985 durfte sie ins Ausland reisen und verbrachte mehrere Monate in Rom sowie in New York City, wo ihr Onkel Erhard Weyhe einen Kunstbuchladen und die Weyhe Gallery an der Adresse 794 Lexington Avenue gegründet hatte. In Rom war sie bereits erstmals nach Kriegsende in den frühen 1950er-Jahren gewesen, nachdem auch ihr Vater über längere Zeit Italien bereist hatte. Ihr Traum, eine Lesung mit Paul Auster in ihrem kleinen Laden zu veranstalten, ging nicht in Erfüllung.
Am 4. Januar 2021 wurde sie tot in ihrer Wohnung aufgefunden. Sie starb eines natürlichen Todes. Da Weyhe keine Nachfahren hatte, erlischt mit ihr ein Familienbetrieb, der von nur drei Generationen über 150 Jahre hin geführt worden war. Am 7. Januar wurde von der Polizei ein Einbruch in das Wohn- und Geschäftshaus Weyhes nach deren Tod bestätigt. Am 12. Februar fand ihr Trauergottesdienst in der Marienkirche statt, die Urne wurde anschließend beigesetzt.

## Ehrungen
Helga Weyhe war seit ihrem 90. Geburtstag im Dezember 2012 Ehrenbürgerin der Hansestadt Salzwedel. Im August 2017 wurde sie für ihr Lebenswerk mit dem Deutschen Buchhandlungspreis (Sonderpreis für langjährige und herausragende Verdienste um den deutschen Buchhandel) geehrt.

## Helga-Weyhe-Haus
Ende 2021 wurde das Haus von der neu gegründeten Wohnungsbaugenossenschaft Trawo e.G. mit dem Ziel gekauft, die historische Bedeutung des Hauses durch die Weiternutzung des Ladengeschäfts zu wahren. Im Mai 2023 bezog der Stadtteilmanager Volker Lahmann sein Büro im Helga-Weyhe-Haus.